# Arial
Arial là phông chữ kiểu sans-serif được gói với vài phần mềm ứng dụng của Microsoft. Nó được phát triển năm 1982 bởi Robin Nicholas và Patricia Saunders cho Monotype Typography là phông rẻ để thay cho phông Helvetica phổ biến của Linotype. Helvetica là một trong nhiều phông chữ mà các máy in phải có để hỗ trợ ngôn ngữ PostScript của Adobe Systems. Khi chỉ định Helvetica, người dùng có thể bảo đảm là máy in sẽ in ra dùng phông đó được. Microsoft không muốn bao gồm Helvetica với Windows, nên họ phát hành Arial dưới giấy phép để phá giá. Tuy Arial là một trong những phông phổ biến nhất trên thế giới ngày nay do được gói với Windows, phông này có nhiều nhà in ấn ghét. Nó chắc nổi tiếng hơn Helvetica ngày nay; tuy nhiên, các nhà in ấn coi nó là phông giả rẻ, thiếu lịch sử của phông gốc Thụy Sĩ.
Kiểu chữ Arial bao gồm nhiều kiểu và tất cả chúng đều hỗ trợ các các ký tự tiếng Việt, trong đó bao gồm: Regular, Italic, Medium, Medium Italic, Bold, Bold Italic, Black, Black Italic, Extra Bold, Extra Bold Italic, Light, Light Italic, Narrow, Narrow Italic, Narrow Bold, Narrow Bold Italic, Condensed, Light Condensed, Bold Condensed, and Extra Bold Condensed.
Trong Office 2007, Arial đã được thay thế bằng Calibri làm kiểu chữ mặc định trong PowerPoint, Excel và Outlook.

## Các biến thể của font Arial
- Arial: đôi khi được gọi là Arial Regular để phân biệt chiều rộng của nó với Arial Narrow, nó cũng bao gồm Arial Italic, Arial Bold, Arial Bold Italic
- Arial Unicode MS[1]
- Arial Black: Font chữ Arial nhưng to hơn, mở rộng chiều ngang ra hơn rất nhiều so với Arial thường.
- Arial Rounded: Phiên bản tròn hơn của Arial thường, có các kiểu sau: Arial Rounded Light, Arial Rounded Regular, Arial Rounded Medium, Arial Rounded Bold, Arial Rounded Extra Bold

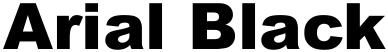
Mẫu font chữ Arial Black

Font chữ Arial Rounded